# Hermína Týrlová
Hermína Týrlová (11. prosince 1900 Březové Hory – 3. května 1993 Zlín) byla česká scenáristka, režisérka a animátorka. Jedná se o spoluzakladatelku českého animovaného filmu, jež se věnovala převážně loutkové animaci a jejíž umělecká kariéra je spojena s Filmovým studiem ve Zlíně. Svoji početnou a mezinárodně oceňovanou tvorbu zasvětila především nejmladším dětským divákům.

## Život
Pocházela z hornické rodiny, která žila v chudých poměrech. Otec se věnoval také řezbářství, což Týrlovou již v raném věku ovlivnilo ve vztahu k loutkám, jimž později zasvětila svou tvorbu. Byla nejmladší z pěti dětí, ze kterých se poměrně brzy stali sirotci. Jedenáctiletá Hermína se po smrti otce i matky ocitla v sirotčinci.
V patnácti letech už však žila v Praze a vystupovala v divadle Uranie jako tanečnice a herečka. Zde poznala Karla Dodala, který ji seznámil s animovaným filmem. Dodal byl průkopníkem tohoto typu tvorby v Československu – od poloviny dvacátých let natáčel především kreslené reklamy, ale i některé vlastní autorské snímky. Pod Dodalovým vedením se tedy Týrlová učila kreslit a fázovat. Zároveň se stali párem i v soukromí.
Jejich manželství sice nevydrželo, ale spolupracovali spolu i poté, co se Dodal znovu oženil s druhou manželkou Irenou Dodalovou, se kterou založili v roce 1934 ateliér Ire-Film zaměřený speciálně na animaci. Studio přerušilo svou činnost v důsledku zhoršující se politické situace před druhou světovou válkou. Týrlová přesídlila z Prahy do Zlína, kde dostala jako zkušená animátorka příležitost pracovat ve Filmových ateliérech Baťa (FAB). V roce 1942 zde s velkým úspěchem realizovala svůj první loutkový film Ferda Mravenec.
Její další film Vánoční sen, však těsně před dokončením shořel při požáru zlínských ateliérů. Vzhledem k onemocnění Týrlové poté přetočil film Karel Zeman, jenž se na původní verzi podílel jako asistent. Tato událost stála u počátku rezervovaného vztahu mezi Týrlovou a Zemanem po zbytek jejich kariér.
Stejně jako Zeman, zůstala i Týrlová věrná Zlínu po celý svůj život. Bydlela v domku poblíž filmových ateliérů, kde měla svoji vlastní výrobní skupinu loutkového filmu. Nikdy se už znovu neprovdala a přestože se ve své tvorbě programově zaměřovala na dětské publikum, sama zůstala bezdětná.

## Umělecká kariéra
Hermína Týrlová náleží spolu s Karlem Zemanem a Jiřím Trnkou k nejvýznamnějším osobnostem poválečné československé filmové animované tvorby, pro jejíž rozvoj vytvořilo prostor zestátnění kinematografie po roce 1945.Všichni zároveň začínali s animací ještě v období první republiky či protektorátu. Z prvního kresleného filmu Karla Dodala a Týrlové Zamilovaný vodník, který vznikal v závěru dvacátých let, se dochovalo pouze torzo, jako kreslička a animátorka získávala pak zkušenosti v Elekta Journalu a jako hlavní animátorka se podílela na rozsáhlé produkci Ire-Filmu.Zde také po prvé animovala loutky v úvodní scéně filmu „Všudybylovo dobrodružství“ a v reklamě „Tajemství lucerny“ a reálné objekty, jako byly např.šicí potřeby ve snímku „Píseň podzimu“.

Většina snímků Hermíny Týrlové je určena nejmenším dětem, přičemž některé z nich vznikaly zároveň jako reklamy (například Ukolébavka či Noční romance). Její snímky zaznamenaly velký úspěch také v zahraničí, a to i v západních státech. Promítaly se na festivalech v Benátkách, Cannes, Locarnu, San Sebastianu a dalších prestižních přehlídkách, odkud si pravidelně přivážely ceny. Týrlová si tak brzy vybudovala pověst mezinárodně respektované autorky filmů pro děti, pro které se cítila předurčena:
„Kdysi o mně řekl Karel Höger, když mě viděl v projekci, jak jsem se něčemu úplně dětsky smála, že jsem sama dítě. A to na letech nic nemění. Člověk někdy zůstává dlouho dítětem. A snad to ani není tak zlý. Já jsem si to ověřila, že mi děti rozumí v tom, když jsem už jako dívka psala básničky.“
Ke stěžejním dílům Týrlové patří kromě Ferdy Mravence snímky Vzpoura hraček, Uzel na kapesníku nebo Hvězda betlémská. Její tvorba se vyznačuje poeticky laděnými příběhy s morálním přesahem a ponaučením. Typická je pro ni kombinace loutkové animace a živé herecké akce a také experimentování s animací rozmanitých materiálů (textil, vlna či třeba vizovické pečivo) a často všedních předmětů (míč, kapesník, psaníčko, kuličky apod.).
Hermína Týrlová za svou kariéru natočila bezmála šedesát převážně krátkometrážních filmů. Animované tvorbě se věnovala až do pozdního věku – svůj poslední snímek Pohádka na šňůře natočila v roce 1986, kdy jí bylo 85 let.

## Filmografie
- Zamilovaný vodník (1928)
- Hra bublinek 1936
- Tajemství lucerny 1938
- Ferda Mravenec (1942)
- Vzpoura hraček (1946)
- Co jim schází (reklamní film) (1947)
- Ukolébavka (1947)
- Karambol (1948)
- Noční romance (1949)
- Nepovedený panáček (1950)
- Devět kuřátek (1952)
- Pohádka o drakovi (1953)
- Věneček národních písní (1955)
- Zlatovláska (spolu s J. Dudeškem, 1955)
- Míček flíček (spolu s J. Dudeškem, 1956)
- Přehlídka loutek (reklamní film, 1956)
- Kalamajka (spolu s J. Dudeškem, 1957)
- Pasáček vepřů (1958)
- Uzel na kapesníku (spolu s J. Pinkavou, 1958)
- Vláček kolejáček (1959)
- Ztracená panenka (spolu s J. Pinkavou, 1959)
- Den odplaty (spolu s J. Pinkavou, 1960)
- Zvědavé psaníčko (spolu s J. Pinkavou, 1961)
- Kačenka (reklamní film, 1962)
- Dvě klubíčka (1962)
- Kulička (1963)
- Vlněná pohádka (1964)
- Modrá zástěrka (1965)
- Sněhulák (1966)
- Chlapeček nebo holčička (1966)
- Psí nebe (1967)
- Vánoční stromeček (1968)
- Zvučka (1968)
- Ferko Mechúrik (večerníček pro bratislavskou televizi, 1968)
- Korálková pohádka (1968)
- Hvězda betlémská (1969)
- Malovánky (1970)
- Toulavé telátko (1971)
- Píšťalka (1971)
- Jak pejsek vyčmuchal darebáka (1972)
- Kluk dostává filipa (1972)
- Pejskův sen (1972)
- Ukradené dítě (1972)
- Obávaná kačena (1972)
- Růžové brýle (1973)
- Klukovy klukoviny (1973)
- Vánoce u zvířátek (1973)
- Já a můj dvojnožec (1974)
- Já a Bělovous Zrzunda (1974)
- Oslík ušatec (1974)
- Já a Bleděmodrá (1975)
- Já a Fousek (1975)
- Já a Kiki (1976)
- Příhody Ferdy mravence (1977)
- Ferda v cizích službách (1977)
- Ferda v mraveništi (1977)
- Příhody Brouka Pytlíka (1978)
- Jak se měl Ferda na světě (1978)
- Uspávanka (1979)
- Jak si Jakub naposledy vystřelil (1979)
- Žertíkem s čertíkem (1980)
- Hračky pračky (1980)
- Konec kouzelníka Uhahuly (1981)
- Rozpustilí bráškové (1982)
- Prak darebák (1982)
- Opičí láska (1985)
- Pohádka na šňůře (1986)

### Filmy o Hermíně Týrlové
- Hermína Týrlová (dokument, režie Jan Iván, 1961)
- Den se sedmi křížky (dokument, režie Zdeněk Hrubec, 1970)
- Já tomu říkám nedrcat se o nebesa (dokument, režie Hana Pinkavová, 1977)
- Přijď ať zase omládnu (dokument, režie Hana Pinkavová, 1985)
- Hermína Týrlová (životopisný dokument, režie Pavel Jirásek, 2017)